# Bardmoor
Bardmoor est une census-designated place du comté de Pinellas, dans l'État de Floride, aux États-Unis,. En 2020, elle compte une population de 9 852 habitants.